# Хромовка (Донецкая область)
Хро́мовка (укр. Хромівка) — село Соледарской городской общине Бахмутского района Донецкой области Украины.
Код КОАТУУ — 1420981010. Население по переписи 2001 года составляет 34 человека. Почтовый индекс — 84530. Телефонный код — 6274.